# Berleur
Berleur (en wallon : Bierlù) est un village de la commune belge d'Anthisnes en province de Liège.
Avant la fusion des communes, le village faisait partie de la commune de Tavier.

## Situation
Berleur se situe au nord de la commune d'Anthisnes entre les villages de Limont et Rotheux. Il se trouve sur un tige du Condroz à une altitude d'environ 200 m et domine les vallées du ruisseau de la Vaux au nord et de la Magrée au sud.

## Description
En réalité, Berleur est composé de deux petites entités : Grand-Berleur à l'ouest et Petit-Berleur à l'est. Aujourd'hui, de nouvelles constructions ont été bâties entre ces deux parties initiales du village. Les maisons et fermettes les plus anciennes ont été en général construites en pierre calcaire.
Le sentier de grande randonnée 576 (Tour du Condroz liégeois) traverse le village.